# Valentine Allorge
Pour les articles homonymes, voir Allorge.
Valentine  Allorge (parfois Valia Allorge), née Selitsky le 14 février 1888 à Jouravlevska (Empire russe) et morte le 24 décembre 1977 à Meulan,, est une botaniste, phycologue et bryologue russo-française connue pour ses études sur la flore de la région des Pyrénées,.

## Biographie
Valentine (Valia) Selitzky née le 14 février 1888 à Jouravlevska dans l'ancienne Russie alla à l'école primaire et secondaire à Kharkov appelée désormais Kharkiv dans l'actuelle Ukraine.
Elle vint ensuite en France avec sa famille adoptive qui s'installa à Nice. Valia Selitzky fit ses études supérieures à Lausanne. Elle revint à Paris pour préparer une thèse d'anatomie végétale dans le laboratoire de Gaston Bonnier, à la Sorbonne. Elle fut ensuite la collaboratrice du professeur Emile Perrot à la faculté de pharmacie de Paris pendant plusieurs années alors qu' il se spécialise  en pharmacodynamie, matière médicale et botanique.

## Collaboration avec Charles-Louis Gatin
Elle est d'abord l'épouse du botaniste Charles-Louis Gatin (1877-1916), auteur du dictionnaire de botanique œuvre posthume, rédigée en étroite collaboration avec son épouse entre 1911 et 1914 mais paru en 1925. Il travaillait au laboratoire d'agronomie colonial créé en 1911 et était rédacteur en chef du journal d'agriculture tropical devenu par la suite la revue de botanique appliquée. Il assumait ces fonctions tout en étant préparateur à l'institut botanique de la Sorbonne dirigé par Gaston Bonnier et c'est là qu'il rencontra Valia Selitzky qu'il épousa. De plus, il travailla également tout comme Valentine Selitzky devenue Valentine Gatin  sous la direction d'Emile Perrot comme secrétaire général de la section française pour l'exposition internationale de caoutchouc de Londres.
Lors de la Première Guerre mondiale, Charles-Louis Gatin, lieutenant de réserve d'infanterie, dut partir avec le 134e régiment d'infanterie et fut grièvement blessé en 1914. Reparti avec le 1er régiment mixte de zouaves et tirailleurs marocains, il tomba mortellement le 26 février 1916.

## Collaboration avec Pierre Allorge
En 1920, Valentine Gatin devenue veuve se remarie avec le botaniste Pierre Allorge en 1920, avec lequel elle a beaucoup travaillé,. Pierre Allorge était professeur titulaire de la chaire de cryptogamie au Muséum d'histoire naturelle en 1933.
Avec son époux Pierre Allorge, Valia Allorge faisait partie de la Société botanique de France.
Valia Allorge partagea toutes les occupations de Pierre Allorge. Elle l'accompagna partout dans ses missions botaniques en France, en Espagne, au Portugal, aux Açores, à la Guadeloupe et à la Martinique. Elle récoltait, déterminait, réglait les questions relatives aux herbiers avec une grande connaissance de la flore phanérogamique et les bryophytes, principalement celles du Sud-Ouest de la France et de la Péninsule Ibérique.
Dès le premier coup d’œil, elle arrivait à reconnaitre les Mousses et les Hépatiques de ces régions. Elle possédait une grande mémoire des lieux de récolte, du port et des caractères morphologiques des Bryophytes.
Elle publia de nombreux travaux en collaboration avec Pierre Allorge mais aussi quelques-uns avec différents bryologues  de l'époque : Creu Casas i Sicart (1913-2007), Casas de Puig,, Paul Westmacott Richards(1908-1995), P. Sero, Suzanne Jovet-Ast (1914-2006).
Tout au long de sa vie, Valia Selitky Gatin Allorge a non seulement très largement contribué successivement aux travaux et publications de ses deux époux Charles-Louis Gatin puis Pierre Allorge et a réalisé ses propres travaux et publications par la suite.

## Travaux personnel de Valentine Allorge
V. Allorge publia sous son nom des articles portant sur les Pyrénées et du Sud-Ouest de la France, la Catalogne et sur certaines localités d’Espagne et du Portugal. Elle y signale des espèces rares ou nouvelles pour ces régions, par exemple, pour la péninsule Ibérique tel le Zygodon Forsteri, Sphagnum Pylaesii. Son catalogue préliminaire du Pays Basque français  et espagnol, commencé par P. Allorge dès 1925, note 734 Bryophytes dont 58 n’avaient jamais été signalés auparavant. La plus importante de ses publications concerne la bryoflore de la forêt de Bussaco, forêt dont l’équilibre est favorisé par un climat doux, des brouillards fréquents et des pluies abondantes. 
V. Allorge fit une analyse détaillée de la végétation liée à des substrats variés. Elle cite 60 espèces d’Hépatiques, 142 espèces et 13 variétés de Mousses, l’ensemble appartenant à 6 groupements végétaux.
Pendant plusieurs années, elle complétait progressivement le fichier des Bryophytes de la péninsule Ibérique commencé dès les premières excursions qu’elle fit dans la péninsule ibérique avec son mari.
Après la mort de son mari en 1944, elle prend la direction de la Revue Bryologique et Lichénologique, qui appartient au Museum national d'histoire naturelle de Paris. La revue a commencé sa publication en 1933 jusqu'en 1979,.  Pendant 33 ans, V. Allorge se consacra inlassablement à la revue rédigeant plusieurs milliers de pages : courtes notes de taxonomie ou de floristique, articles fondamentaux rédigés par des bryologues de nombreux pays, mises au point de questions d’actualité, analyses bibliographiques.   
V. Allorge meurt des conséquences d'un accident mineur à l'âge de 90 ans, la veille de Noël le 24 décembre 1977 à Meulan (Yvelines).